# Église Sainte-Eugénie de Marnes-la-Coquette
Pour les articles homonymes, voir Sainte Eugénie et Église Sainte-Eugénie.
L'église Sainte-Eugénie est l'église paroissiale de la commune de  Marnes-la-Coquette.
Cette église fait l’objet d’une inscription au titre des monuments historiques depuis le 21 décembre 1993.

## Histoire

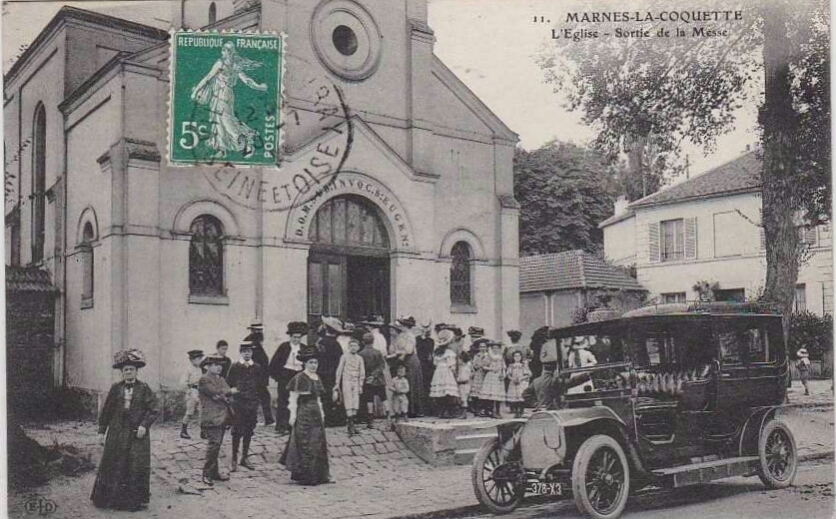
Sortie de la messe à Marnes-la-Coquette, vers 1910.

Cette église a été construite en 1859-1860, sur les plans de l'architecte du château de Saint-Cloud, Jacques-Jean Clerget. Elle a été entièrement financée par l'empereur Napoléon III. L'église reçut le vocable de Sainte Eugénie en hommage à l'impératrice.

## Le bâtiment
Au-dessus du porche, un clocher carré est coiffé en bâtière.
La nef forme un rectangle terminé par une abside en cul-de-four.
L'intérieur de l'église a été décoré par deux artistes locaux. Les vitraux, dus au maître verrier Charles Lorin de Chartres ont été posés en 1909,.

L'église Sainte-Eugénie
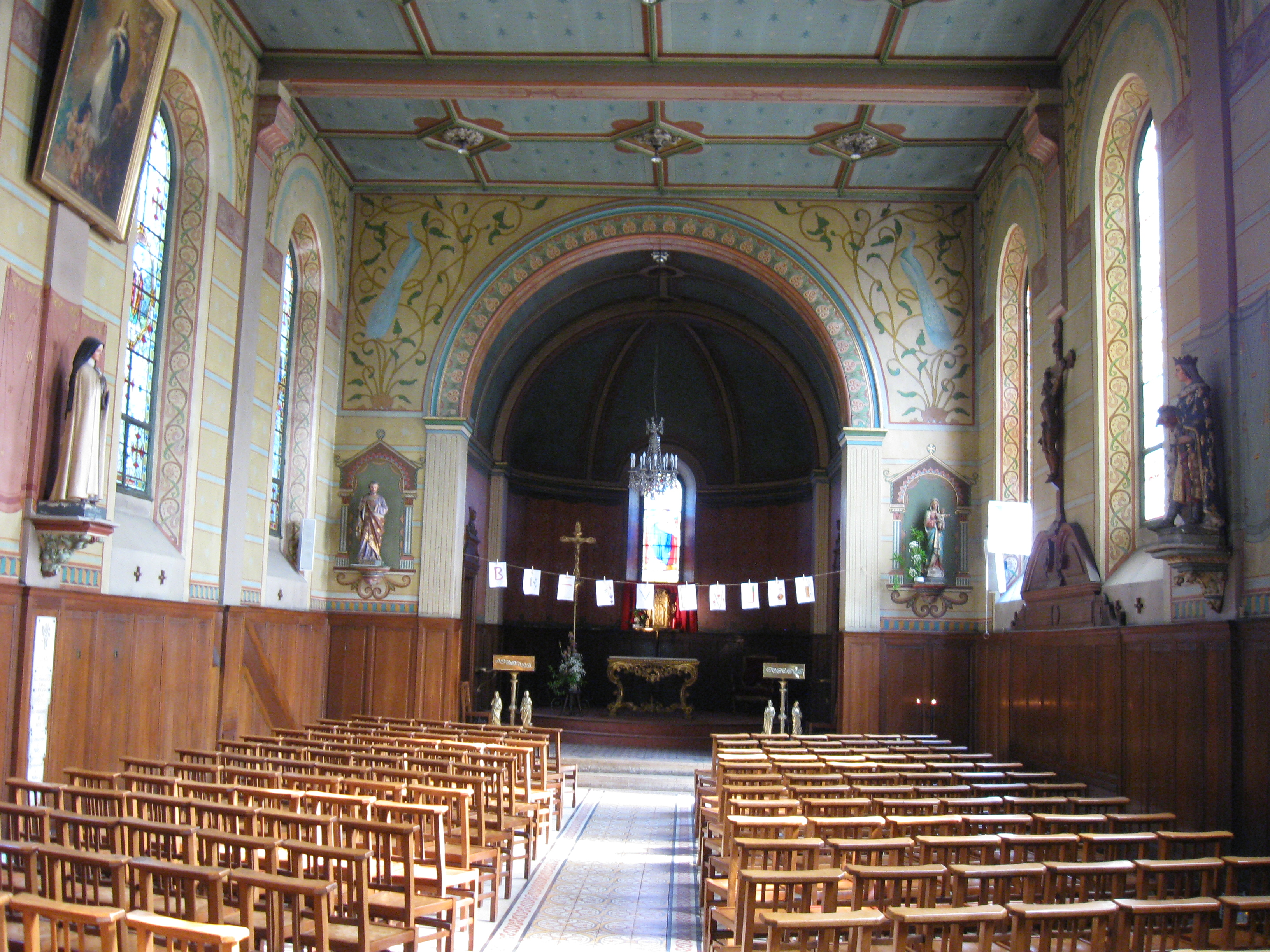
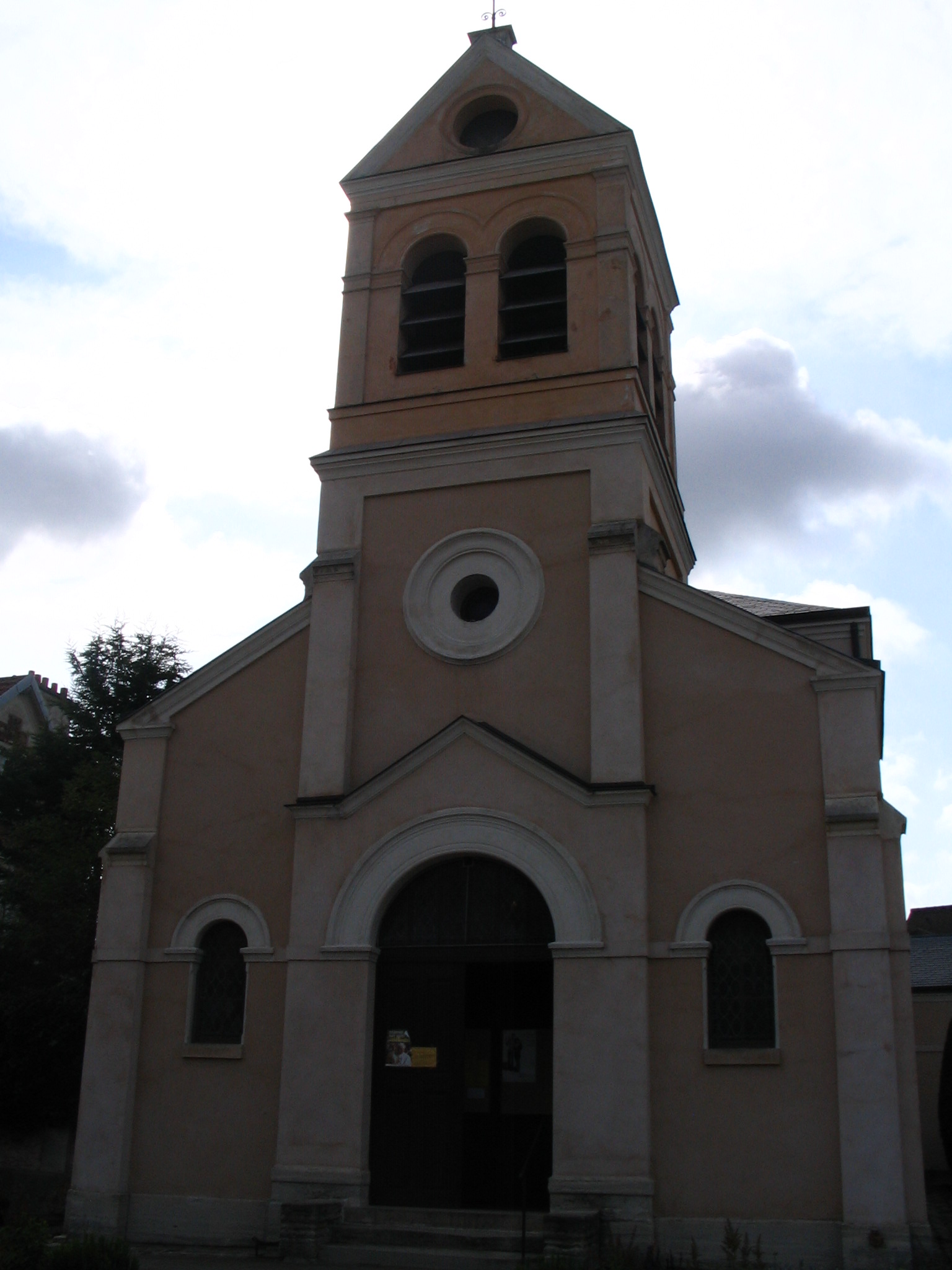

## Pour approfondir